# Tricorynus abdominalis
Tricorynus abdominalis är en skalbaggsart som beskrevs av White 1965. Tricorynus abdominalis ingår i släktet Tricorynus och familjen trägnagare. Inga underarter finns listade i Catalogue of Life.